# Han Duan
Han Duan (in cinese semplificato: 韩端; Dalian, 15 giugno 1983) è un'ex calciatrice cinese, che giocò nel ruolo attaccante nei campionati di calcio femminile cinese e statunitense nonché nella Nazionale cinese fino al suo ritiro avvenuto nel settembre 2011.
È stata convocata dalla Nazionale cinese per i Giochi olimpici di Pechino 2008.